# Kristine Minde
Kristine Minde, nata Kristine Wigdahl Hegland (Bergen, 8 agosto 1992), è una calciatrice norvegese, centrocampista del Rosenborg e della nazionale norvegese.

## Palmarès

### Club
- Campionato tedesco: 2

Wolfsburg: 2018-2019, 2019-2020
- Campionato svedese: 12

Linköping: 2016, 2017
- Coppa di Germania: 2

Wolfsburg: 2018-2019, 2019-2020
- Coppa di Svezia: 2

Linköping: 2013-2014, 2014-2015